# حي الآداب (مدريد)

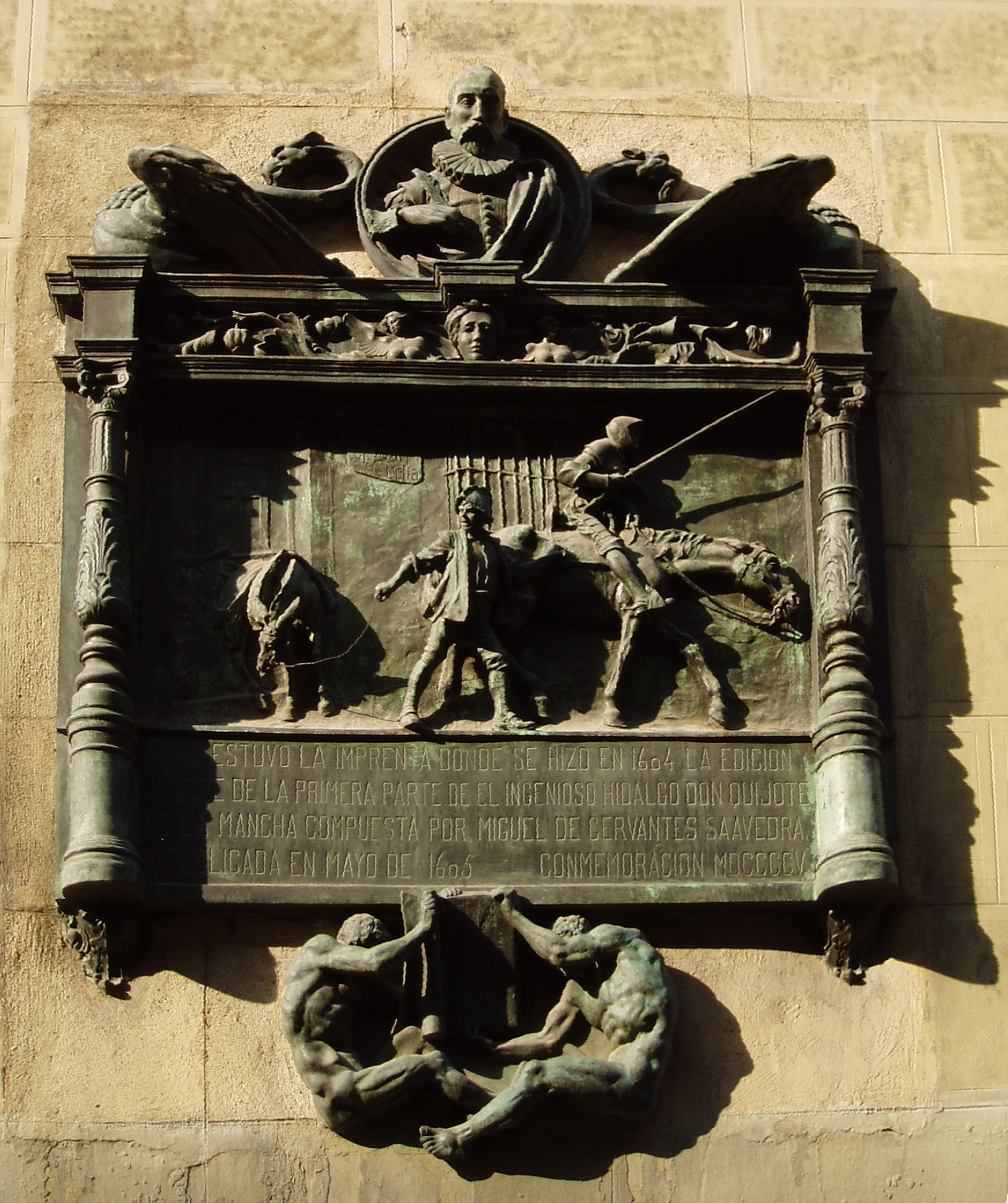
نصب تذكاري رقم 87 لميجيل دي ثيربانتس في شارع أتوتشا في مدريج حيث مقر مطبعة خوان دي لا كويستا.

حي الآداب ويطلق عليه أيضًا حي الآدباء (بالإسبانية: Barrio de las Letras)‏ هو منطقة دون هوية إدارية في منطقة مدريد القديمة بإسبانيا. وإداريًا يتطابق الحي مع الجزء الجنوبي لحي لاس كورتس الواقع في قلب المدينة.

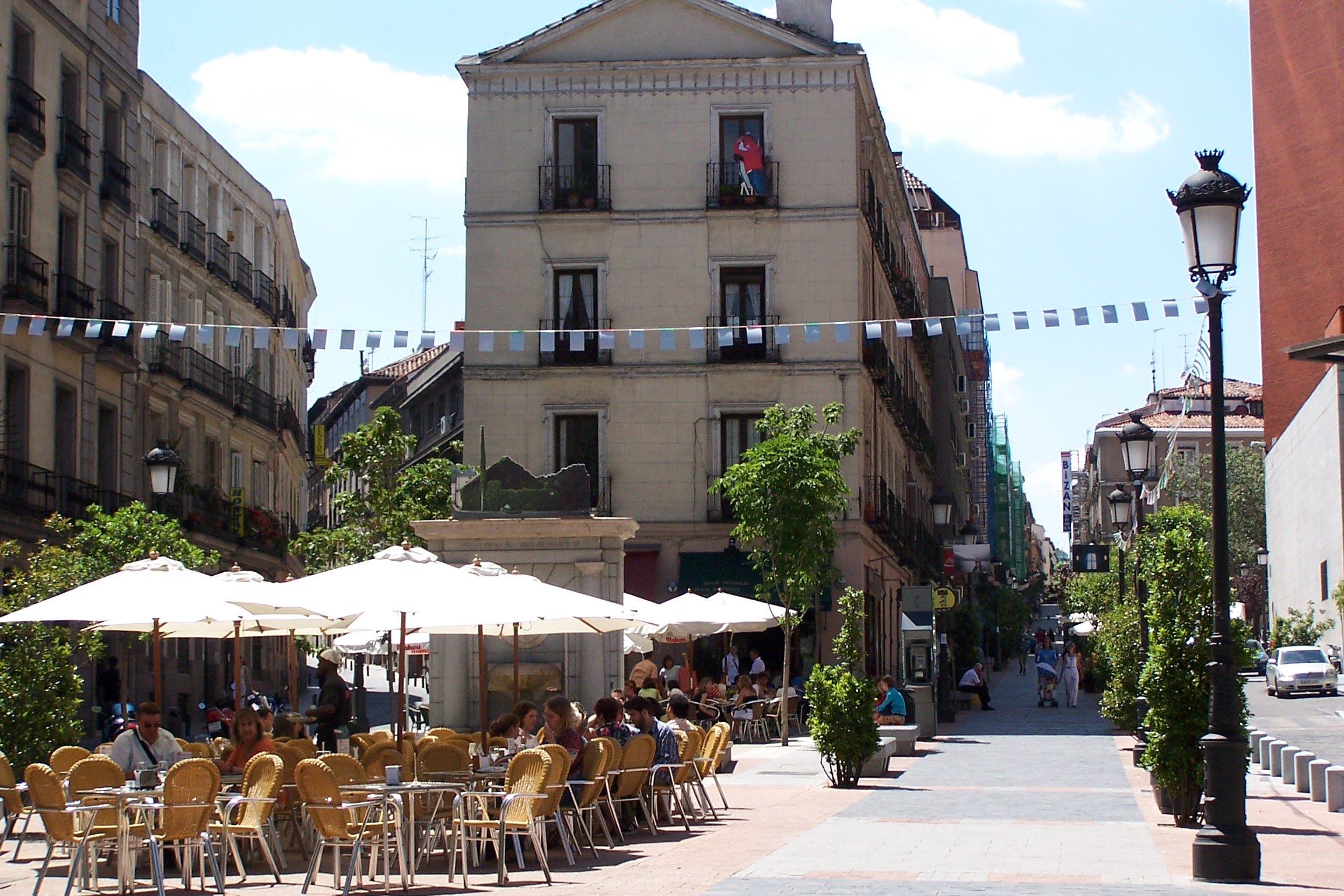
شارع لاس أوريتس في حي الآداب.